# Проспект Патриотов (Воронеж)
Проспе́кт Патрио́тов — проспект в Советском районе Воронежа. Выходит на трассу A144 Воронеж — Курск. Протяжённость улицы — 3,4 км.
Застроена, преимущественно, новыми домами от 9 до 17 этажей, так как сам район довольно молодой. Улица так же проходит через микрорайон Воронежа — 1 мая.

## Достопримечательности
- Памятник Т-34